# Pruillé-l'Éguillé
Pruillé-l'Éguillé är en kommun i departementet Sarthe i regionen Pays de la Loire i nordvästra Frankrike. Kommunen ligger i kantonen Le Grand-Lucé som tillhör arrondissementet La Flèche. År 2022 hade Pruillé-l'Éguillé 808 invånare.

## Befolkningsutveckling
Antalet invånare i kommunen Pruillé-l'Éguillé
| Referens: INSEE |